# Aulogymnus
Aulogymnus is een geslacht van vliesvleugeligen uit de familie Eulophidae. De wetenschappelijke naam is gepubliceerd in 1851 door Förster.

## Soorten
Het geslacht omvat de volgende soorten:
- Aulogymnus aceris Förster, 1851
- Aulogymnus albipes (Askew, 1959)
- Aulogymnus arifaokhani Özdikmen, 2011
- Aulogymnus arsames (Walker, 1838)
- Aulogymnus balani Pujade i Villar, 1991
- Aulogymnus bicolor (Askew, 1975)
- Aulogymnus bivestigatus (Ratzeburg, 1844)
- Aulogymnus bouceki Schauff & Gates, 2005
- Aulogymnus caelestis (Girault, 1913)
- Aulogymnus california (Gordh, 1977)
- Aulogymnus defrizi (Storozheva, 1995)
- Aulogymnus elevatus Zhu, LaSalle & Huang, 1999
- Aulogymnus euedoreschus (Walker, 1839)
- Aulogymnus flavimaculata (Girault, 1916)
- Aulogymnus flavitibiae (Girault, 1916)
- Aulogymnus fumatus (Ratzeburg, 1852)
- Aulogymnus gallarum (Linnaeus, 1761)
- Aulogymnus gallicola (Ashmead, 1904)
- Aulogymnus gorditus Schauff & Gates, 2005
- Aulogymnus hyalopterus Zhu, LaSalle & Huang, 1999
- Aulogymnus indicus (Arifa & Khan, 1992)
- Aulogymnus insculptus Zhu, LaSalle & Huang, 1999
- Aulogymnus io (Girault, 1916)
- Aulogymnus japonicus (Ashmead, 1904)
- Aulogymnus kelebiana (Erdös, 1958)
- Aulogymnus longicalcar Zhu, LaSalle & Huang, 1999
- Aulogymnus minyas (Walker, 1847)
- Aulogymnus obscuripes (Mayr, 1877)
- Aulogymnus purpurascens Schauff & Gates, 2005
- Aulogymnus purpureus (Girault, 1913)
- Aulogymnus pygmaeus (Szelényi, 1980)
- Aulogymnus skianeuros (Ratzeburg, 1844)
- Aulogymnus smithi Schauff & Gates, 2005
- Aulogymnus testaceoviridis (Erdös, 1961)
- Aulogymnus trilineatus (Mayr, 1877)
- Aulogymnus virginiensis Schauff & Gates, 2005